# Melanie Klein
Melanie Klein (Viena, 30 de março de 1882 — Londres, 22 de setembro de 1960), nascida Melanie Reizes, foi uma psicanalista austríaca. Em geral é classificada como uma psicoterapeuta pós-freudiana.

## Infância e adolescência
O pai de Melanie, de origem judaica, era um estudioso do Talmude que aos 37 anos rompeu com a ortodoxia religiosa e cursou Medicina. Era um médico judeu polonês, originário de Lemberg, na Galícia, que se tornou clínico geral graças a uma ruptura com pais tradicionalistas. A mãe mantinha um pequeno comércio para colaborar com o marido na manutenção da casa. Judia eslovaca brilhante, dedica-se, por necessidades familiares, ao comércio de plantas e répteis, cuja família, erudita e culta, era dominada por uma linhagem de mulheres.
Melanie Klein, pouco desejada, foi a quarta entre os filhos desse casal que não se entendia. Quando, por sua vez, se tornou mãe, também sofreria na vida particular as intrusões da mãe, Libussa, personalidade tirânica, possessiva e destruidora. A juventude de Melanie foi marcada por uma série de lutos, muitos provavelmente responsáveis pela culpa, cujos vestígios se encontram na obra teórica.
Tinha quatro anos quando a irmã Sidonie morreu de tuberculose aos oito anos de idade; tinha dezoito quando o pai, debilitado havia longos anos, morreu, deixando-a com a mãe; tinha vinte quando seu irmão Emmanuel, que a influenciara muito, morreu esgotado pela doença, pelas drogas e pelo desespero.
Em 1896, Melanie Klein interessava-se pelas artes, tendo-se preparado para o exame de admissão ao liceu feminino, visando a cursar Medicina. Mas, após o casamento com Arthur Klein, em 1903, abandonou a Medicina e seguiu cursos de Arte e História, na Universidade de Viena, sem graduar-se. A seguir teve três filhos.

## Psicanálise
Em 1916, em Budapeste, teve o primeiro contato com a obra de Sigmund Freud e fez análise com Sándor Ferenczi. Estimulada por ele, iniciou o atendimento de crianças. Em 1919 tornou-se membro da Sociedade de Psicanálise de Budapeste. No ano seguinte conheceu Freud e Karl Abraham, no Congresso Psicanalítico de Haia. Abraham convidou-a para trabalhar em Berlim. Em 1921, o marido se transferiu para a Suécia e Melanie permaneceu em Berlim com os filhos.
A partir de 1923, passou a dedicar-se integralmente à Psicanálise e, aos 42 anos, iniciou uma análise de 14 meses com Abraham. Em 1924, no VIII Congresso Internacional de Psicanálise, Klein apresentou o trabalho A técnica da análise de crianças pequenas.
Em 1927, Anna Freud publicou o livro O tratamento psicanalítico de crianças e Melanie criticou suas ideias, dando início a um subgrupo kleiniano na Sociedade Britânica de Psicanálise. No mesmo ano tornou-se membro da Sociedade.
De 1929 a 1946, Melanie Klein realizou a análise em Dick, um menino de quatro anos que sofria de esquizofrenia. Em 1930 começou as análises didáticas e o atendimento de adultos. Em 1932 publicou a obra A psicanálise da criança, simultaneamente em inglês e alemão; em 1936 realizou conferência sobre O desmame; em 1937 publicou Amor, ódio e reparação, com Joan Rivière; entre 1942 e 1944 elaborou, com discípulos, a sua teoria.
Em 1945 a Sociedade Britânia de Psicanálise foi dividida em três grupos: annafreudianos (freud contemporâneo), kleiniano e independente. Em 1947, aos 65 anos, publicou Contribuições à psicanálise. Em 1955 foi fundada a Fundação Melanie Klein. No mesmo ano foi publicado o artigo A técnica psicanalítica através do brinquedo; sua história, sua significação, escrito a partir de uma conferência de 1953.
Em 1960 ficou anêmica e em setembro foi operada de um câncer do cólon. Morreu no dia 22 de setembro, aos 78 anos de idade.

## Teoria
São três os pilares fundamentais da teoria Kleiniana:
Primeiramente existe um mundo interno, formado a partir das percepções do mundo externo, colorido com as ansiedades do mundo interno. Com isso os objetos, pessoas e situações adquirem um colorido todo especial. O seio materno, primeiro objeto de relação da criança com o mundo externo, tanto é percebido como seio bom quando amamenta, daí o nome de “seio bom” a esse objeto no mundo interno, quanto é percebido como “seio mau”, quando não alimenta na hora em que a criança assim deseja. Como é impossível satisfazer a todos os desejos da criança, invariavelmente ela possui os dois registros desse seio, um bom e um mau. Esse conceito também é muito importante no estudo da formação de símbolos e desenvolvimento intelectual.
Os primeiros momentos de vida extrauterina do bebê promovem importantes impactos sobre sua construção psíquica. Provenientes de fontes internas e externas, tais impactos como: o contato com o mundo, sua relação com a mãe e toda as etapas do desenvolvimento para sua pronta adaptação, coloca o recém-nascido numa atmosfera ativa e repleta de estímulos.
Segundo opinião sustentada por Melanie Klein, o instinto interno do bebê promove a situação de "medo de aniquilamento" que gera a ansiedade persecutória primária. Nas causas externas o nascimento atua como fonte primária de ansiedade. Durante a interação mãe-bebê, Melanie usa o termo Objetal para explicar a relação parcial que se estabelece entre o seio e o recém-nascido, no qual o "Seio" maternal desempenha estímulos libidinais e oral-destrutivos, sendo visto como totalidade pelo bebê. A autora acredita que entre o 3º e 4º mês de vida a distinção entre bom e mau não seja completa, e por isso, a inserção da antítese "Seio bom" e "seio mau". A relação com a mãe é construída gradativamente através das experiências vividas desde os primeiros contatos.
A vida emocional do bebê permeia alguns processos que Melanie descreve tais como a atuação do ego que integra e permite a coesão, promovendo a divisão e a inibição dos sentimentos. Já as relações objetais moldadas pela libido e agressão, amor e ódio e pela angústia e tranquilidade são provenientes da idealização do objeto. A projeção e introjeção inseridas na fantasia e nas emoções do bebê, propiciam o desenvolvimento do superego. Já no desenvolvimento do ego o bebê passa a lidar melhor com a ansiedade e com isso ele modifica suas formas de defesa, isso proporciona um ascendente no sentido de realidade, que foram aguçadas pelas relações de interesse e gratificação, além das relações objetais.
Em segundo lugar os bebês sentem, logo quando nascem, dois sentimentos básicos: amor e ódio. É como se a vida fosse um filme em branco e preto, ou se ama, ou se odeia. É fácil, portanto, perceber que a criança ama o “seio bom” e odeia o “seio mau” sendo essa a origem do conceito de "seio bom, seio mau". O problema é que na phantasia da criança, o “seio mau”, esse objeto interno, vai se vingar dela pelo ódio e destrutividade direcionados a ele. Esse medo de vingança é chamado de ansiedade persecutória. Quando nos defrontamos diante de um perigo, como por exemplo, quando caminhando em um parque nos defrontamos diante de uma cobra, temos o instinto de fugir. Essa reação diante do perigo é chamada em psicanálise de defesa. O conjunto de ansiedade persecutória e suas respectivas defesas são chamados por Klein de “posição esquizoparanóide”.
Com o desenvolvimento o bebê percebe que o mesmo objeto que odeia (seio mau) é o mesmo que ama (seio bom). Ele percebe que ambos os registros fazem parte de uma mesma pessoa. Agora o bebê teme perder o seio bom, pois teme que seus ataques de ódio e voracidade o tenham danificado ou morto. Esse temor da perda do objeto bom é chamado por Klein de “ansiedade depressiva”. O conjunto de ansiedade depressiva e suas respectivas defesas do ego são chamados por Klein de “posição depressiva”.
O conceito de posições é muito importante na escola kleiniana, pois o psiquismo funciona a partir delas, e todos os demais desenvolvimentos são invariavelmente baseados em seu funcionamento. Nesse sentido, o desenvolvimento em fases, proposto por Freud (fase oral, fase anal e fase fálical), é aqui substituído por um elemento mais dinâmico que estático, pois as três fases estão presentes no bebê desde os três primeiros meses de vida. Klein não nega essa divisão, muito pelo contrário, mas dá a elas uma dinâmica até então ainda não vista em psicanálise.
Aliás, é essa palavra que distingue o pensamento kleiniano do freudiano. Para Klein, o psiquismo tem um funcionamento dinâmico entre as posições esquizoparanóide e depressiva, que se inicia como o nascimento e termina com a morte. Todos os problemas emocionais, como neuroses, esquizofrenias e depressão são analisados a partir dessas duas posições. Por isso, em uma análise kleiniana, não se trata de trabalhar os conteúdos reprimidos, é preciso “equacionar” as ansiedades depressivas e ansiedades persecutórias. É necessário que o paciente perceba que o mundo não funciona em preto e branco, e que é possível amar e odiar o mesmo objeto, sem medo de destruí-lo. Em outras palavras, não adianta trabalhar o sintoma (neurose) se não trabalhar os processos que levaram seus surgimentos (ansiedades persecutória e ansiedades depressiva).